# Cartuno - Parte 3
Cartuno - Parte 3 è una collezione di raccolte di sigle, pubblicate nel 2003. I brani sono cantati perlopiù da Giorgio Vanni, con la partecipazione di Cristina D'Avena.

## Il disco
Cartuno - Parte 3 è il terzo volume della collana omonima. Come i due precedenti, all'interno sono presenti le sigle dei cartoni animati (trasmessi su Italia1) in versione dance remix.
L'album è caratterizzato da una copertina colorata con sfumature di verde, sulla quale sono presenti, oltre al titolo, il logo di Italia 1 al centro, vari personaggi tratti da Beyblade, Detective Conan, Dragon Ball GT, Totally Spies e Rescue Heroes - Squadra di soccorso. Inoltre agli angoli della copertina sono presenti 2 baloon, che pubblicizzano alcuni titoli presenti all'interno:
- Contiene i remix di Doredo Doremi e Che magnifiche spie
- Contiene i remix di Beyblade e Yu-Gi-Oh

La grafica del disco e del retro segue sempre lo stesso stile dei due volumi precedenti, con il CD che porta la stessa grafica della copertina e il booklet che contiene la tracklist. Quest'ultima si ripresenta anche sul retro.

## Tracce
Testi di Alessandra Valeri Manera, musiche di Max Longhi e Giorgio Vanni; edizioni musicali RTI S.p.A..
1. Beyblade (Remix) – 3:27
2. Rescue Heroes - Squadra di soccorso (Remix) – 3:29
3. Yu-Gi-Oh! (Remix) – 2:50
4. Pokémon: The Master Quest (Remix) – 2:53
5. Doredo Doremi (Remix) – 2:52
6. Dragon Ball Saga (Remix) – 2:21
7. Hallo Lupin (Remix) – 2:34
8. Detective Conan (Remix) – 3:03
9. L'incredibile Hulk (Remix) – 2:56
10. Yui, ragazza virtuale (Remix) – 3:39
11. Doraemon (Remix) – 2:48
12. Beyblade V-Force (Remix) – 3:10
13. Che magnifiche spie (Remix) – 2:58
14. Lucky Luke, cowboy solitario (Remix) – 3:30
15. Tutti all'arrembaggio! (Remix) – 2:57

Durata totale: 45:27

## Produzione
- Max Longhi – supervisione alla produzione per Lova Music Srl
- Giorgio Vanni – supervisione alla produzione per Lova Music Srl
- Stefano Coletti – grafica
- Morris Capaldi – remix all'Act Studio San Damiano (Milano)
- Alberto Cutolo – masterizzato al Massive Arts Studios, Milano
- Fabio Gargiulo – remix di Rescue Heroes - Squadra di soccorso, Doredo Doremi, Yui ragazza virtuale e Lucky Luke, cowboy solitario al Keypirinha Studio per Lova Music Srl

## Interpreti
- Giorgio Vanni – tracce 1-3, 6-9, 12, 14
- Cristina D'Avena – tracce 5, 10-11, 13
- Giorgio Vanni e Cristina D'Avena – traccia 4
- Cristina D'Avena e Giorgio Vanni – traccia 15